# Front de salut national (Syrie)
Pour les articles homonymes, voir Front de salut national.
Le Front de salut national en Syrie (arabe: جبهة الخلاص الوطني في سوريا  Jabhat Al-Khalaṣ Al-Waṭaniy fi Suriya) est un parti politique syrien illégal fondé le 17 mars 2006 à Bruxelles. Il a été fondé par Les Frères Musulmans avec l’aide d’un transfuge baasiste, l'ancien vice-président Abdel Halim Khaddam qui promet de faire tomber le gouvernement de Bachar el-Assad de manière pacifique.
Le FSN a appelé depuis Londres le 05/06/2006 les Syriens et les forces armées du pays à « briser les barrières de la peur » pour en finir avec le régime de Damas.
Ce parti regroupe une cinquantaine de personnalités de l’opposition syrienne dont le vice-président syrien, Abdel Halim Khaddam qui vit en exil à Paris depuis l’été 2005, et le chef des Frères musulmans de Syrie, Ali Sadreddine al-Bayanouni, en exil à Londres.
Le FSN a tenu sa dernière réunion le 16 septembre 2007 dans ses bureaux de Berlin, à laquelle assistaient 140 personnalités de l'opposition. Le FSN a également des bureaux en France, en Allemagne et aux États-Unis.
Lors de la guerre civile syrienne, le Front de salut national en Syrie, comme parti politique de l'opposition syrienne en exil, a participé à des manifestations dans des villes des États-Unis et d'Europe occidentale.
L'actuel Coordinateur du Front de salut national syrien est Fahad Al Masri. Il a été porte parole de l'Armée Syrienne Libre (ASL) jusqu'à sa dislocation en 2014.
Il plaide pour la construction d'une force de dissuasion avec l'Égypte, la Jordanie ou encore l'Arabie saoudite "pour soutenir ce conseil militaire de transition".